# کوکاویکا
کوکاویکا (به صربی: Kukavica) یک کوه در صربستان است که در Southern Serbia واقع شده‌است. کوکاویکا ۱٬۴۴۲ متر بالاتر از سطح دریا واقع شده‌است.